# Batrachylidae
Batrachylidae là một họ động vật lưỡng cư trong bộ Anura. Họ này có 15 loài.

## Phân loại học
Họ Batrachylidae gồm các chi sau:
- Atelognathus Lynch, 1978
- Batrachyla Bell, 1843
- Chaltenobatrachus Basso, Úbeda, Bunge, & Martinazzo, 2011
- Hylorina Bell, 1843